# N!faculty
n!faculty (kurz n!) ist einer der ältesten E-Sport-Clans in Deutschland. Er wurde 1999 als Quake-Clan in Mönchengladbach gegründet und ist seit 2003 als eingetragener Verein registriert. Er zählt zu den bekanntesten und wichtigsten deutschen Clans und spielt seit der ersten Saison in der ESL Pro Series. Anfang 2008 fusionierte n!faculty mit dem Clan starComa. Im selben Jahr folgte die Ausgliederung der Profiabteilung in die n!faculty Management GmbH.

## Organisation
Die Struktur von n!faculty ist professionell agierenden Vereinen des klassischen Sports nachempfunden. Sie besteht aus einer Managementgesellschaft (n!faculty management GmbH), die für die Vermarktung und den Bereich der professionellen E-Sportler verantwortlich ist, sowie einem eingetragenen Verein (n!faculty e.V.), der seinen Schwerpunkt in der Jugendarbeit und dem Breitensport sieht.
Insgesamt vereinigt n!faculty mehrere hundert Computer- und Videospieler in mehr als 20 Teams. Im Laufe der Vereinsgeschichte gab es Profisektionen in den Disziplinen Counter-Strike, Counter-Strike: Source, Warcraft III, League of Legends und FIFA. Zu den größten Erfolgen im professionellen Bereich zählt der Gewinn der ESL Pro Series in Counter-Strike: Source Ende 2007 sowie der zweite Platz in Counter-Strike ein halbes Jahr darauf. Die Counter-Strike-Mannschaft nahm außerdem am Electronic Sports World Cup 2008 teil.
Eine Besonderheit von n! ist die große Bedeutung von sozialen Gesichtspunkten. Der Clan engagiert in der Jugendförderung, im Jugendschutz sowie in der Vermittlung von Medienkompetenz. Außerdem setzt er sich für Anerkennung des E-Sports in Politik und Gesellschaft ein.

## Namensgebung
Laut eigener Aussage soll der Name des Clans dem englischen Wort für die mathematische Rechenoperation Fakultät entliehen worden sein. Hier ist den Gründern jedoch ein Irrtum unterlaufen, da der korrekte englische Begriff für die mathematische Fakultät „factorial“ lautet. Das Wort „faculty“ bezeichnet jedoch die Fakultät im Sinne des ausbildungstechnischen Fachbereichs und bedeutet außerdem (geistige) Fähigkeit.

## Vereinsheim
Am 6. August 2008 eröffnete der Clan n!faculty in Köln das weltweit erste E-Sport-Vereinsheim. Unter den Ehrengästen der Eröffnungsfeier befanden sich Kölns Oberbürgermeister Fritz Schramma und der nordrhein-westfälische Europa- und Bundesratsminister Andreas Krautscheid.
Die altmodische Bezeichnung Vereinsheim wurde bewusst gewählt, um die soziale Funktion als Treffpunkt für Jugendliche hervorzuheben. Es soll den E-Sport der Öffentlichkeit zugänglicher machen. Daneben verfügt das faculty-Vereinsheim auch über klassische Büro- und Trainingsräume. Das Vereinsheim stieß in den Medien auf große Resonanz.
Auf Grund fehlender Finanzierungsmöglichkeiten schloss der Verein das Vereinsheim zum Ende des Jahres 2015.

## Sponsoren
Der Clan wird von ENPE Media GmbH und Gamed.de Gameserver gesponsert.

## Profi-Mannschaften
n!faculty hat derzeit keine professionellen E-Sport-Teams unter Vertrag.

### League of Legends

#### Ehemalig
- Marcin „Xaxus“ Maczka (Top, seit Nov. 2014)
- Dennis „Obvious“ Sørensen (Jungle, seit Feb. 2014)
- Hicham „SózPurefect“ Tazrhini (Mid, seit. Nov. 2014)
- Tarik „Sedrion“ Holz (ADC, seit Feb. 2014)
- Patrick „MounTain“ Dasberg (Support, seit Feb. 2014)

- Myles „Pronbear“ Pönipp (Top, Feb. 2014-Nov. 2014)
- Sigurd „Sigu“ Koldsø (Mid, Feb. 2014-Nov. 2014)

### Enemy Territory: Quake Wars
(Quelle: )

#### Ehemalig
- mikeX (Leader, 2008)
- André "fLiXX" Schäfer (Medic, 2008)
- Kurt Behrens (2008)
- Copykill (2008)
- Martin "outs1der" (Medic, 2008)
- NeoX (2008)
- cRks (2008)
- Nager (2008)

## Erfolge (Auszug)
- Counter-Strike: zweifacher deutscher Vizemeister der ESL Pro Series (Seasons XII, 13)
- Counter-Strike: Source: deutscher Meister der ESL Pro Series (Season XI), zweifacher deutscher Vizemeister der ESL Pro Series (Seasons IX, X)
- Unreal Tournament 2004: Electronic Sports World Cup 2004: 5. Platz – Zoltán „Varagh^“ Szatay
- Trackmania Nations Forever: ESL Speedpremiereship 3 Gewinner
- League of Legends : ESL Pro Series Season XX Gewinner
- Enemy Territory: Quake Wars: GameStar Liga 2008: 3. Platz[4]